# Bahama's op de Olympische Zomerspelen 1956
De Bahama's nam deel aan de Olympische Zomerspelen 1956 in Melbourne, Australië. Het was de tweede deelname en voor het eerst werd een medaille gewonnen. De primeur ging naar de zeilers Sloan Farrington en Durward Knowles.

## Medailleoverzicht
| Sport  | Olympiër                         | Discipline | Medaille |
| ------ | -------------------------------- | ---------- | -------- |
| Zeilen | Sloan Farrington Durward Knowles | star       | Brons    |

## Deelnemers

### Atletiek
| Olympiër     | Discipline | Resultaat | Prestatie            |
| ------------ | ---------- | --------- | -------------------- |
| Tom Robinson | 100m (m)   | 47e       | serie 5: 4e in 11,30 |
| Tom Robinson | 200m (m)   | 26e       | serie 5: 4e in 21,76 |

### Zeilen
| Olympiër                          | Discipline | Resultaat | Prestatie                      |
| --------------------------------- | ---------- | --------- | ------------------------------ |
| Kenneth Albury                    | finn       | 9e        | 3182 punten: (15-916-5-4-7-9)  |
| Durward Knowles Sloane Farrington | star       | Brons     | 52223 punten: (3-6-6-10-2-7-9) |

Afghanistan · Argentinië · Australië · Bahama's · België · Bermuda · Birma · Brazilië · Brits-Guiana · Bulgarije · Cambodja* · Canada · Ceylon · Chili · Colombia · Cuba · Denemarken · Duits eenheidsteam · Egypte* · Ethiopië · Fiji · Filipijnen · Finland · Frankrijk · Griekenland · Groot-Brittannië · Hongarije · Hongkong · Ierland · IJsland · India · Indonesië · Iran · Israël · Italië · Jamaica · Japan · Joegoslavië · Kenia · Liberia · Luxemburg · Malakka · Mexico · Nederland* · Nieuw-Zeeland · Nigeria · Noord-Borneo · Noorwegen · Oeganda · Oostenrijk · Pakistan · Peru · Polen · Portugal · Puerto Rico · Roemenië · Singapore · Sovjet-Unie · Spanje* · Taiwan · Thailand · Trinidad en Tobago · Tsjecho-Slowakije · Turkije · Uruguay · Venezuela · Verenigde Staten · Vietnam · Zuid-Afrika · Zuid-Korea · Zweden · Zwitserland*

*alleen deelgenomen in Stockholm